# پایگاه نظامی

پایگاه‌های نظامی ایالات متحده در نقشه (آمار سال ۲۰۱۶)

پایگاه نظامی (انگلیسی: Military base) به تأسیساتی اطلاق می‌شود، که بطور مستقیم توسط ارتش یا یکی از شاخه‌های نیروهای مسلح اداره می‌شود و تجهیزات و پرسنل نظامی را پناه می‌دهد و آموزش و عملیات نظامی را تسهیل می‌کند.
یک پایگاه نظامی همیشه برای یک یا چند یگان یا سازمان نظامی، امکاناتی را فراهم می‌کند، اما ممکن است به‌عنوان مرکز فرماندهی، زمین تمرین نیروها یا میدان آزمایش تسلیحات نیز مورد استفاده قرار گیرد. در بیشتر موارد، پایگاه‌های نظامی برای اجرای عملیات نظامی، به کمک و پشتیبانی لجستیک خارج از پایگاه متکی می‌باشند. با این حال، برخی از پایگاه‌های پیچیده نظامی می‌توانند به تنهایی برای مدت طولانی، بدون پشتیبانی خارجی دوام بیاورند و غذا، آب و سایر مایحتاج ساکنان خود را در زمان محاصره فراهم نمایند. پایگاه‌های هوانوردی نظامی را پایگاه‌های هوایی می‌نامند و به پایگاه‌های نگهداری کشتی‌های نظامی نیز پایگاه‌های دریایی می‌گویند.